# Shotacon
Shotakon, Shotacon lub Shota (jap. ショタコン lub ショタ) – japoński skrót pochodzący od Shōtarō complex (jap. 正太郎コンプレックス Shōtarō konpurekkusu). Nazwa gatunku pochodzi od „Shōtarō complex” – Shōtarō, bohatera mangi
„Tetsujin 28-gō” Mitsuteru Yokoyamy z 1959 r. Na zachodzie termin odnosi się do erotycznej, mangowej sztuki przedstawiającej nieletnie postacie, często produkowanej w Japonii.

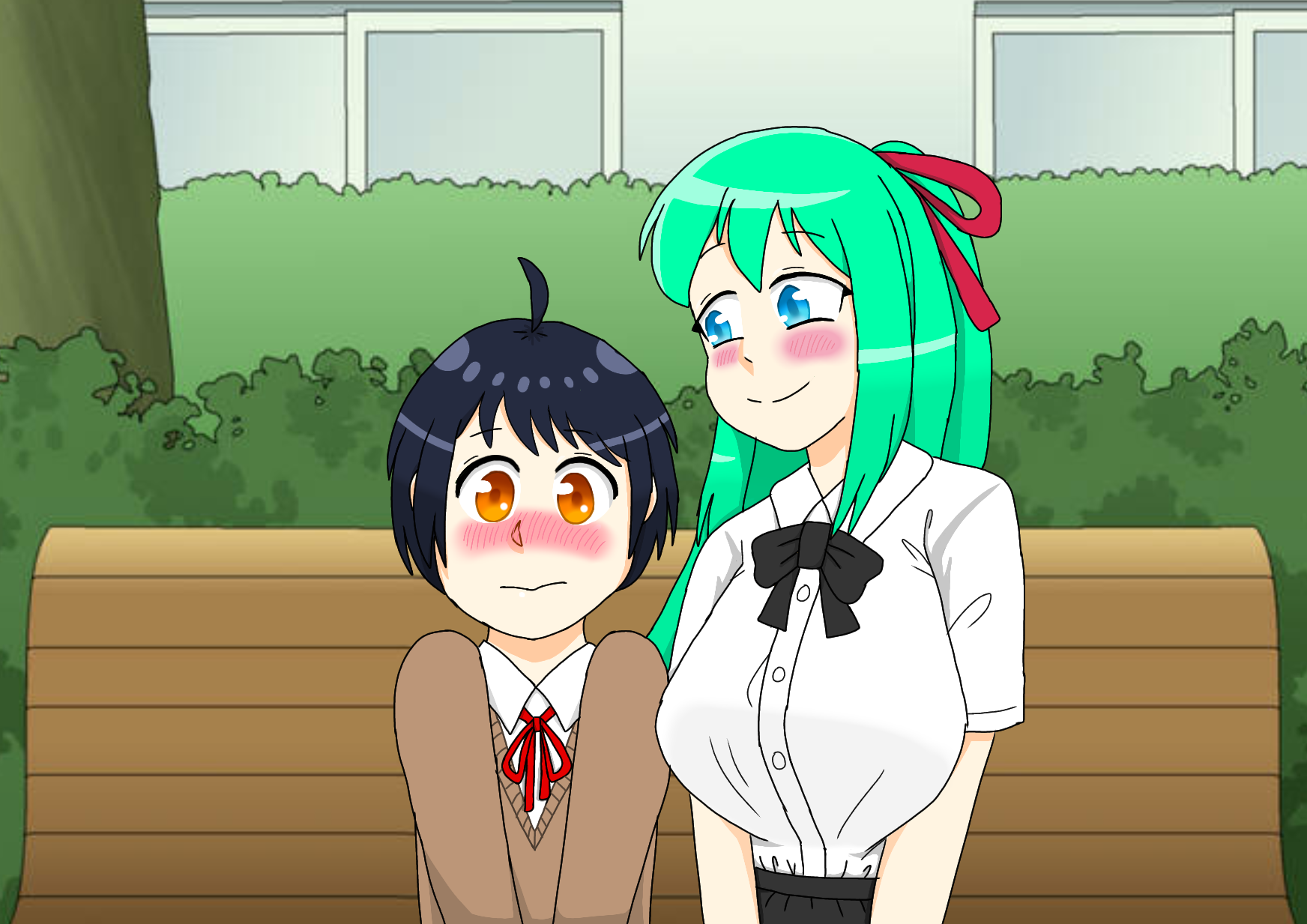
Ilustracja przedstawiająca starszą postać kobiecą, którą pociąga shota, charakterystyczna dla shotacon.

Shotaconowa grafika przedstawia zazwyczaj męskie postacie w wieku 8–13 lat.